# Stagetus
Stagetus (лат. , от др.-греч. σταγετός «капля») — род жесткокрылых насекомых семейства точильщиков. В ископаемом состоянии известен из балтийского янтаря.

## Описание
Надкрылья с хорошо развитыми бороздками. Усики 11-члениковые.

## Систематика
В составе рода:
- Stagetus andalusiacus (Aubé, 1861)
- Stagetus borealis Israelson, 1971
- Stagetus byrrhoides (Mulsant & Rey, 1861)
- Stagetus championi (Schilsky, 1899)
- Stagetus conicicollis (Schilsky, 1899)